# Hualiangting Shuiku
Hualiangting Shuiku (kinesiska: 花凉亭水库) är en reservoar i Kina. Den ligger i provinsen Anhui, i den östra delen av landet, omkring 180 kilometer sydväst om provinshuvudstaden Hefei. Hualiangting Shuiku ligger 78 meter över havet. Arean är 47 kvadratkilometer. I omgivningarna runt Hualiangting Shuiku växer i huvudsak blandskog. Den sträcker sig 12,0 kilometer i nord-sydlig riktning, och 24,1 kilometer i öst-västlig riktning.
Genomsnittlig årsnederbörd är 1 963 millimeter. Den regnigaste månaden är maj, med i genomsnitt 310 mm nederbörd, och den torraste är januari, med 52 mm nederbörd.